# 552.
◄ | 5. stoljeće | 6. stoljeće | 7. stoljeće | ►
◄ | 520-ih | 530-ih | 540-ih | 550-ih | 560-ih | 570-ih | 580-ih | ►
◄◄ | ◄ | 549. | 550. | 551. | 552. | 553. | 554. | 555. | ► | ►►
Astronomija • Književnost • Kršćanstvo • Pravo • Promet

## Smrti
- 1. srpnja – Totila, ostrogotski kralj

## Vanjske poveznice
|  | Zajednički poslužitelj ima još gradiva o temi 552. |